# Blumeray
Blumeray est une commune française située dans le département de la Haute-Marne, en région Grand Est.
Le hameau d'Humbercin est rattaché a la commune de Blumeray.

## Géographie
Blumeray s'élève sur une colline arrondie qui domine la haute vallée de la Blaise.  Le village est situé sur la D60 qui va de Doulevant-le-Château à Brienne-le-Château.

### Localisation
|       | Sommevoire |                      |
| Nully | Blumeray   | Doulevant-le-Château |
|       | Beurville  | Arnancourt           |

Blumeray est une commune française qui se situe dans le département de la Haute-Marne. Il se situe au nord-ouest du département dans l'arrondissement de Saint-Dizier. La ville la plus peuplée des alentours est La Porte du Der (partie Montier-en-Der) à 14 km du village.
Communes les plus proches à vol d'oiseau :
- Doulevant-le-Château à 4,7 km (Nord-Est)
- Dommartin-le-Saint-Père à 5,7 km (Nord-Est)
- Sommevoire à 5,4 km (Nord)
- Nully à 3,7 km (Ouest)
- Arnancourt à 4,7 km (Sud-Est)
- Beurville à 5,5 km (Sud-Ouest)
- Rizaucourt-Buchey à 9,5 km (Sud)

### Hydrographie
La commune est dans la région hydrographique « la Seine de sa source au confluent de l'Oise (exclu) » au sein du bassin Seine-Normandie. Elle est drainée par le ruisseau de Martin-Champ,.

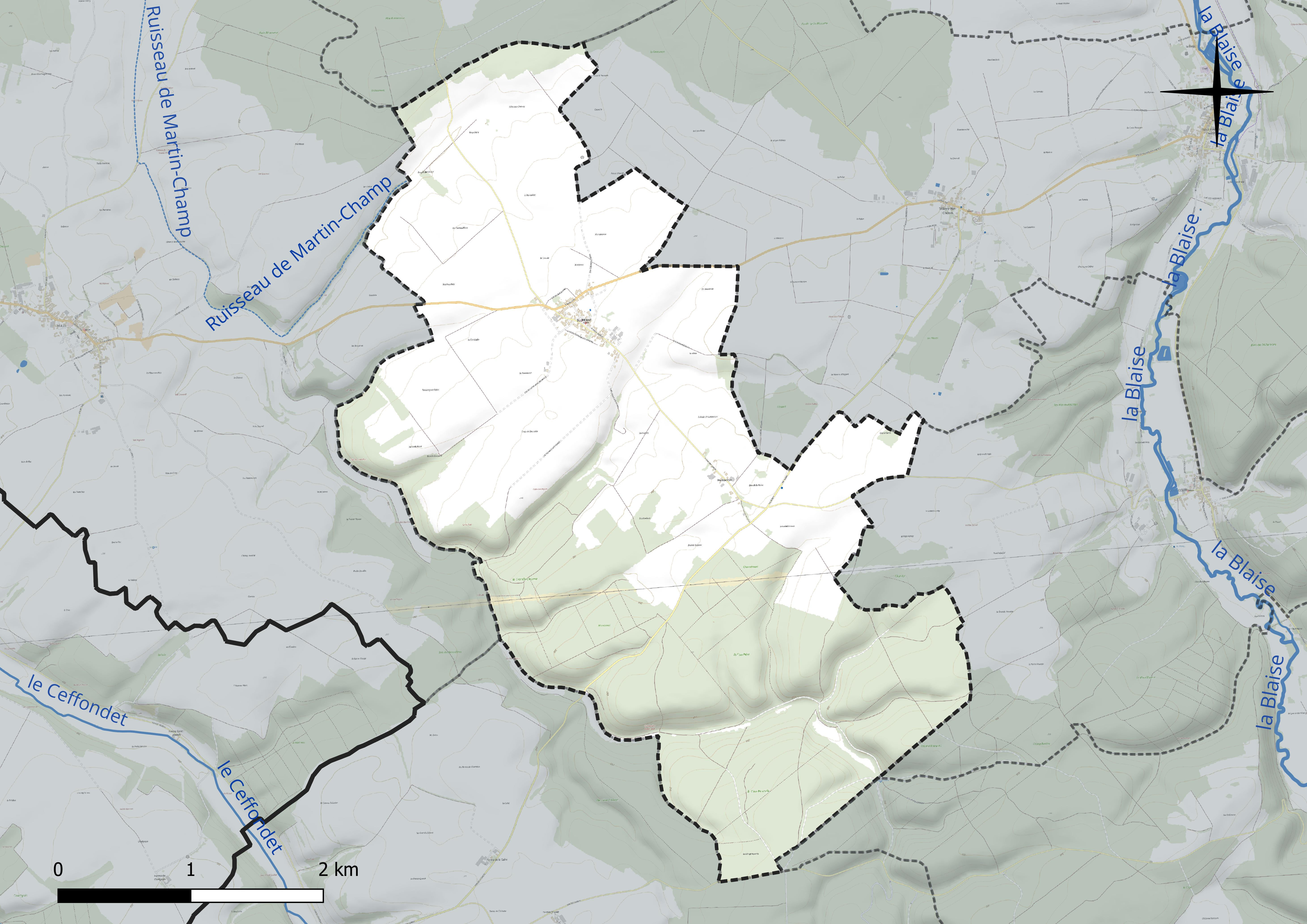
Réseau hydrographique de Blumeray.

### Climat
Pour des articles plus généraux, voir Climat du Grand Est et Climat de la Haute-Marne.
En 2010, le climat de la commune est de type climat des marges montargnardes, selon une étude du Centre national de la recherche scientifique s'appuyant sur une série de données couvrant la période 1971-2000. En 2020, Météo-France publie une typologie des climats de la France métropolitaine dans laquelle la commune est exposée à un climat océanique altéré et est dans la région climatique Lorraine, plateau de Langres, Morvan, caractérisée par un hiver rude (1,5 °C), des vents modérés et des brouillards fréquents en automne et hiver.
Pour la période 1971-2000, la température annuelle moyenne est de 10 °C, avec une amplitude thermique annuelle de 15,9 °C. Le cumul annuel moyen de précipitations est de 896 mm, avec 12,7 jours de précipitations en janvier et 9,2 jours en juillet. Pour la période 1991-2020, la température moyenne annuelle observée sur la station météorologique de Météo-France la plus proche, « Soulaines », sur la commune de Soulaines-Dhuys à 9 km à vol d'oiseau, est de 11,2 °C et le cumul annuel moyen de précipitations est de 776,4 mm. 
La température maximale relevée sur cette station est de 41,9 °C, atteinte le 25 juillet 2019 ; la température minimale est de −19,1 °C, atteinte le 2 janvier 1997,,.
Les paramètres climatiques de la commune ont été estimés pour le milieu du siècle (2041-2070) selon différents scénarios d'émission de gaz à effet de serre à partir des nouvelles projections climatiques de référence DRIAS-2020. Ils sont consultables sur un site dédié publié par Météo-France en novembre 2022.

## Urbanisme

### Typologie
Au 1er janvier 2024, Blumeray est catégorisée commune rurale à habitat très dispersé, selon la nouvelle grille communale de densité à sept niveaux définie par l'Insee en 2022.
Elle est située hors unité urbaine et hors attraction des villes,.

### Occupation des sols
L'occupation des sols de la commune, telle qu'elle ressort de la base de données européenne d’occupation biophysique des sols Corine Land Cover (CLC), est marquée par l'importance des territoires agricoles (54,5 % en 2018), une proportion identique à celle de 1990 (54,5 %). La répartition détaillée en 2018 est la suivante : 
terres arables (54,5 %), forêts (43,7 %), zones urbanisées (1,7 %). L'évolution de l’occupation des sols de la commune et de ses infrastructures peut être observée sur les différentes représentations cartographiques du territoire : la carte de Cassini (XVIIIe siècle), la carte d'état-major (1820-1866) et les cartes ou photos aériennes de l'IGN pour la période actuelle (1950 à aujourd'hui).

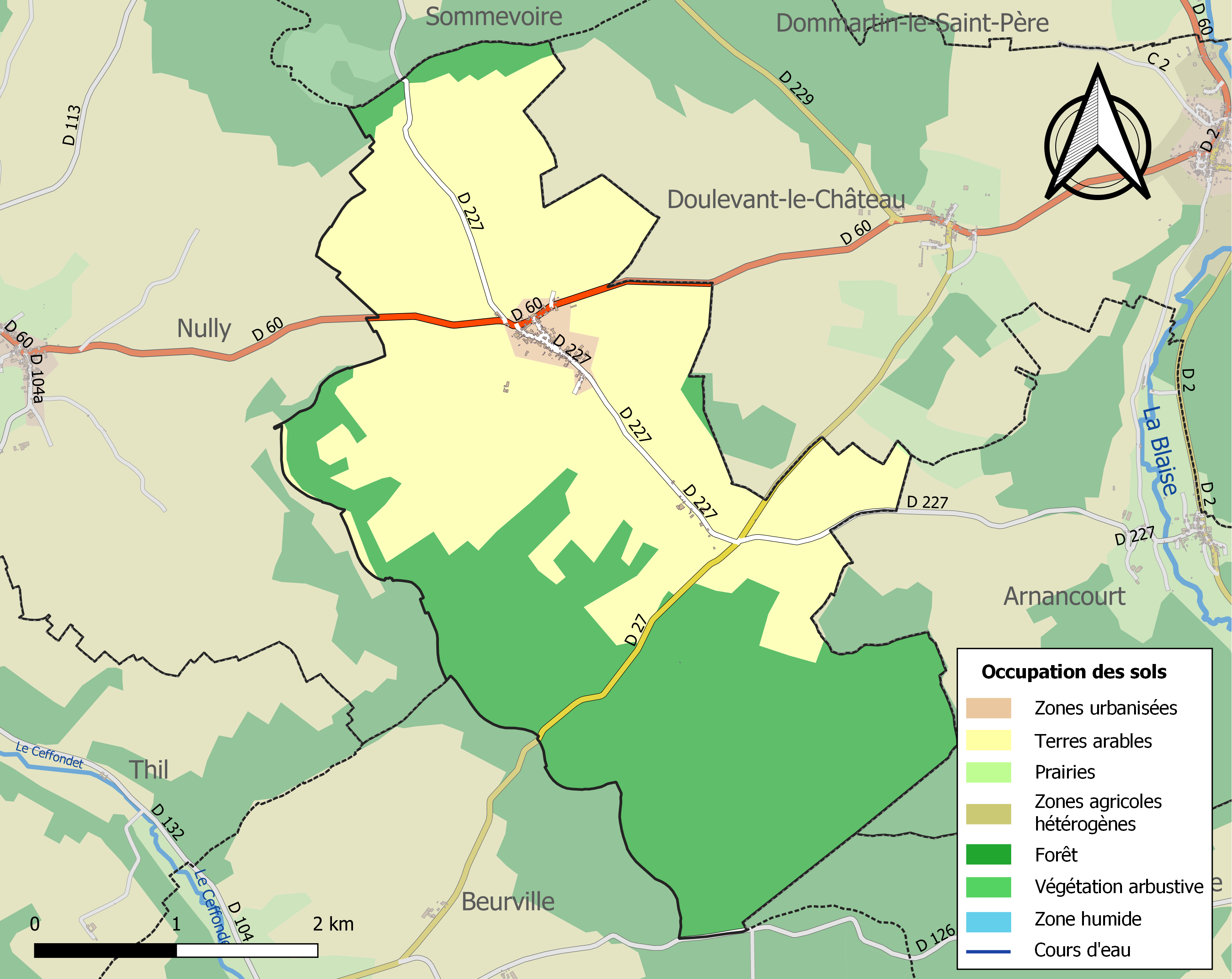
Carte des infrastructures et de l'occupation des sols de la commune en 2018 (CLC).

## Toponymie

### Blumeray
- Blemeries, 1202 (archive Aube, Clairvaux).

- Blemereiis (Stepahanus de Blemereiis), 1204-1210 (Longnon, Doc. I, n°2816).

- Blemereium, 1241 (Clairvaux).

- Blemerés, 1250 (Clairvaux).

- Blumereix,1331 (Clairaux).

- Blumerees, 1379 (Clairvaux).

- Bleumeris,1393 (Arch. nat., P.177², n°593).

- Blemerees, XIVe s.(Longnon, Pouillés,I).

- Blemerez, 1401 (arch. nat.,P.189², n°1589).

- Blemereis, 1436 (Longnon, Pouillés,I).

- Blumerey, 1522 (Clairvaux).

- Blumereyz, 1530 (Clairvaux).

- Blumerées, 1668 (Montier-en-Der).

- Blumerez,1683 (arch. Aube, E. 660).

- Blumeret 1689 (Annuaire administratif de l'Aube ; Charles DE VARISQUE, seigneur de Blumeret et Hambersin)

- Blumeré, XVIIIe s. (Cassini).

- Blumeray,1889 (ann. Haute-Marne)[réf. nécessaire].

### Humbercin
- Humbersin, 1683 (arch. Aube, E. 660).

- Hambersin 1689 (Annuaire administratif de l'Aube ; Charles DE VARISQUE, seigneur de Blumeret et Hambersin)

- Humbercin, 1700 (Dillon)[réf. nécessaire].

## Histoire

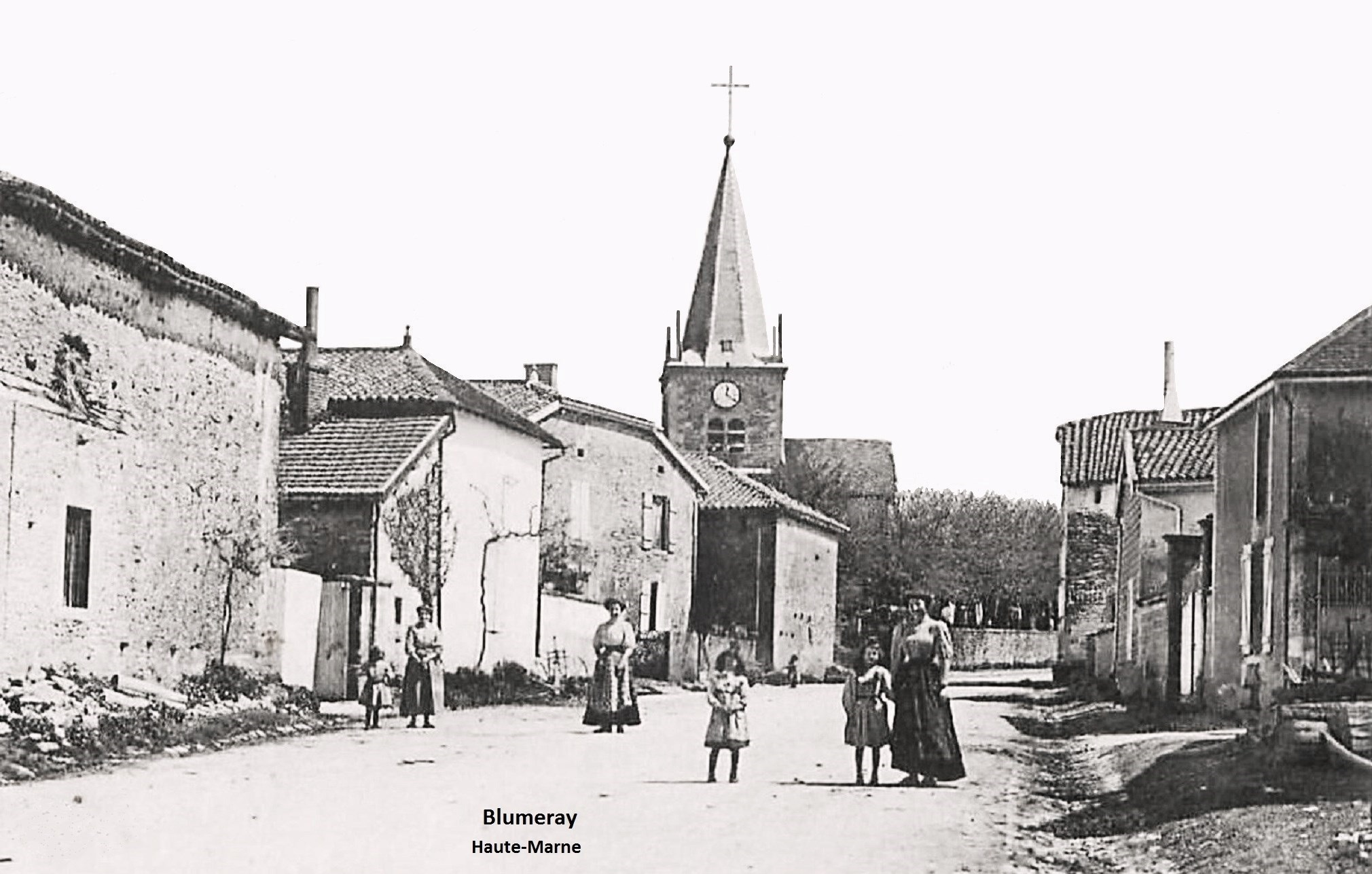
Blumeray vue ancienne de la rue de l'église

### Blumeray
En 1789, Blumeray dépendait de la province de Champagne, bailliage de Chaumont, prévôté de Vassy, élection de Bar-sur-Aube. L'église paroissiale, dédiée à saint Laurent, était du diocèse de Langres, doyenné de Bar-sur-Aube ; l’évêque de Langres avait la collation de la cure.

### Humbercin
Le hameau est rattaché à Blumeray à la Révolution, il sort de l'anonymat grâce à Philippe Lebon dit d'Humbersin.
En 1789, Humbercin faisait partie du bailliage de Chaumont et de la prévôté de Vassy ; suivant le Pouillé de 1732, l'église de Humbercin était succursale de celle de Blumeray.

## Politique et administration

### Liste des maires
| Période                                  | Période      | Identité         | Étiquette | Qualité |
| ---------------------------------------- | ------------ | ---------------- | --------- | ------- |
| Les données manquantes sont à compléter. |              |                  |           |         |
| mars 2001                                | 2017         | Jean-Marc Moniot | DVD       |         |
| 2017                                     | Juillet 2020 | Ophélie Moniot   |           |         |

### Élections
Voici les résultats des élections présidentielles de 2022 :
| Candidat                    | % des voix | Voix |
| --------------------------- | ---------- | ---- |
| Emmanuel Macron (LREM)      | 16,48%     | 15   |
| Marine Le Pen (RN)          | 24,18%     | 22   |
| Jean-Luc Mélenchon LFI      | 31,87%     | 29   |
| Valérie Pécresse (LR)       | 2,20%      | 2    |
| Éric Zemmour (REC)          | 5,49%      | 5    |
| Yannick Jadot (EELV)        | 5,49%      | 5    |
| Fabien Roussel (PCF)        | 0%         | 0    |
| Anne Hidalgo (PS)           | 2,20%      | 2    |
| Nathalie Arthaud (LO)       | 0%         | 0    |
| Philippe Poutou (NPA)       | 3,30%      | 3    |
| Jean Lassalle (R)           | 5,49%      | 5    |
| Nicolas Dupont-Aignan (DLF) | 3,30%      | 3    |

| Candidats              | % des voix | Voix |
| ---------------------- | ---------- | ---- |
| Emmanuel Macron (LREM) | 46,75%     | 36   |
| Marine Le Pen (RN)     | 53,25%     | 41   |

## Population et société

### Démographie
L'évolution du nombre d'habitants est connue à travers les recensements de la population effectués dans la commune depuis 1793. Pour les communes de moins de 10 000 habitants, une enquête de recensement portant sur toute la population est réalisée tous les cinq ans, les populations de référence des années intermédiaires étant quant à elles estimées par interpolation ou extrapolation. Pour la commune, le premier recensement exhaustif entrant dans le cadre du nouveau dispositif a été réalisé en 2005.

En 2022, la commune comptait 100 habitants, en évolution de −8,26 % par rapport à 2016 (Haute-Marne : −4,62 %, France hors Mayotte : +2,11 %).
| 1793 | 1800 | 1806 | 1821 | 1831 | 1836 | 1841 | 1846 | 1851 |
| ---- | ---- | ---- | ---- | ---- | ---- | ---- | ---- | ---- |
| 221  | 285  | 231  | 295  | 299  | 322  | 328  | 342  | 359  |

| 1856 | 1861 | 1866 | 1872 | 1876 | 1881 | 1886 | 1891 | 1896 |
| ---- | ---- | ---- | ---- | ---- | ---- | ---- | ---- | ---- |
| 343  | 333  | 321  | 306  | 297  | 279  | 246  | 233  | 230  |

| 1901 | 1906 | 1911 | 1921 | 1926 | 1931 | 1936 | 1946 | 1954 |
| ---- | ---- | ---- | ---- | ---- | ---- | ---- | ---- | ---- |
| 188  | 192  | 200  | 171  | 184  | 168  | 161  | 163  | 159  |

| 1962 | 1968 | 1975 | 1982 | 1990 | 1999 | 2005 | 2006 | 2010 |
| ---- | ---- | ---- | ---- | ---- | ---- | ---- | ---- | ---- |
| 166  | 142  | 114  | 103  | 93   | 108  | 100  | 99   | 106  |

| 2015 | 2020 | 2022 | - | - | - | - | - | - |
| ---- | ---- | ---- | - | - | - | - | - | - |
| 109  | 102  | 100  | - | - | - | - | - | - |

### Manifestations culturelles et festivités
- Fête patronale
- Saint Éloi
- Vide grange / Vide grenier

## Culture locale et patrimoine

### Lieux et monuments

#### Église Saint-Laurent

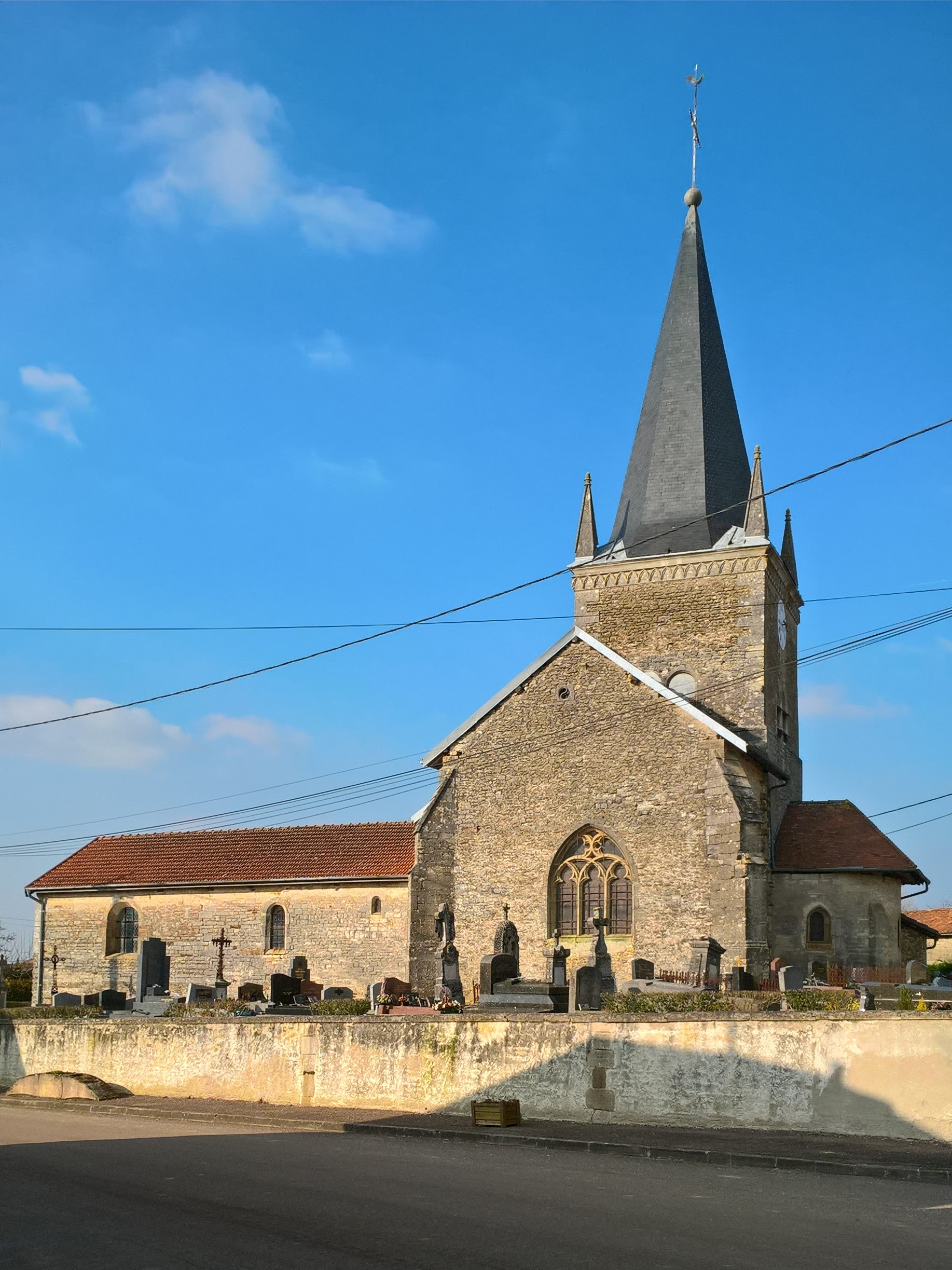
L'église.

- Sur l'entablement du portail est inscrit «Le peuple français reconnaît l'Être suprême et l'immortalité de l'âme. F1769G»

(inscription dite révolutionnaire redécouvert part M. Maury instituteur à Fontaine en 1905).
- Un mascaron est visible sur le coin sud-est du clocher.
- La nef à vaisseau unique, le chœur semi-circulaire avec une voute en cul-de-four et la tour au-dessus de la croisée du transept sont d'époque romane. Cependant, la nef est remaniée aux XVIIe et XVIIIe siècles. Le transept est construit vers l'année 1500. La flèche est ajoutée au-dessus de la tour au xixe siècle[18].

#### La Vierge
À l'intersection de la rue Napoléon et la rue saint-Laurent se trouve une statue représentant la Vierge au serpent (debout sur une demie sphère au-dessus d'un serpent qui se mord la queue).

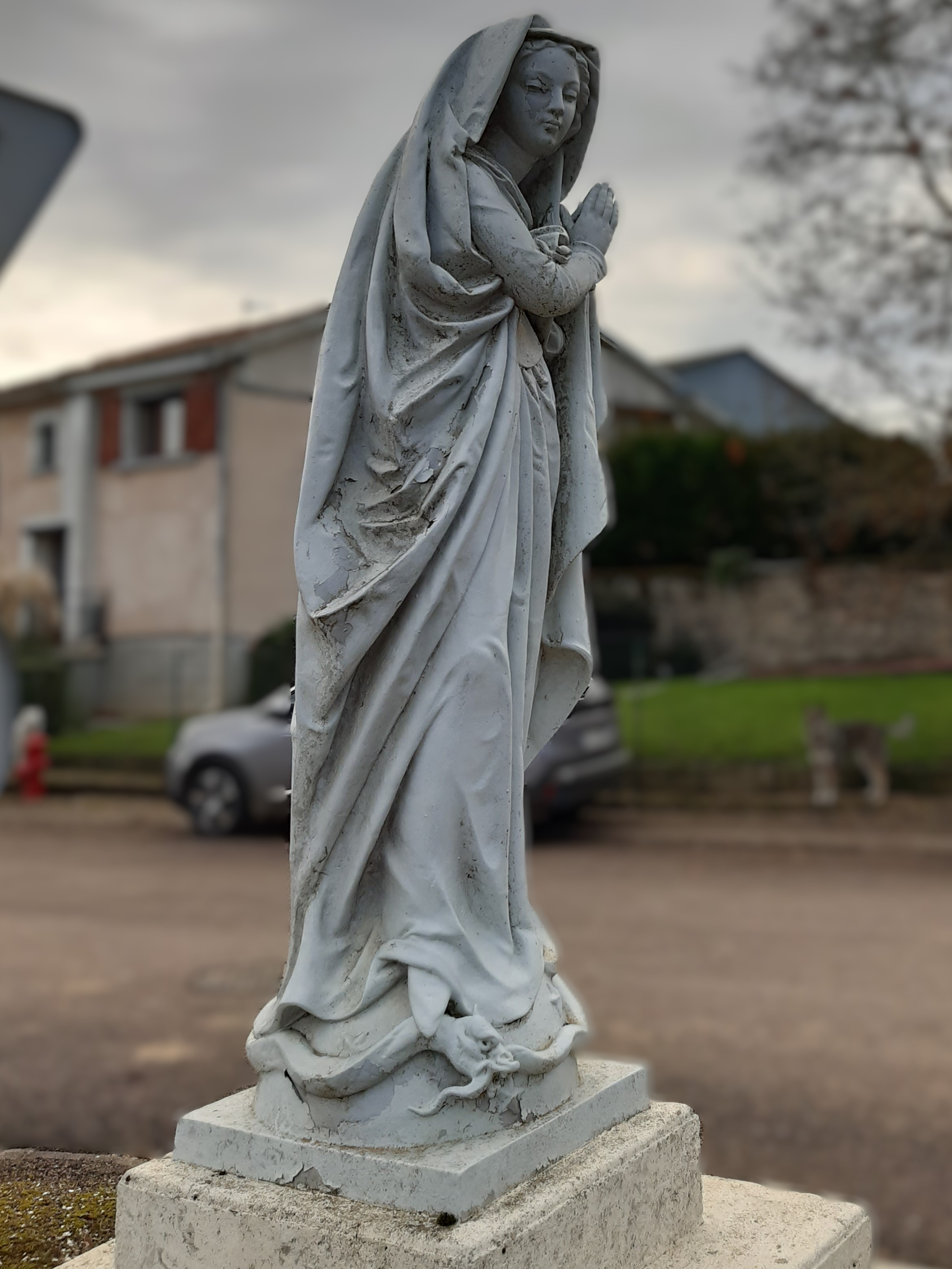
Vierge au serpent.

### Personnalités liées à la commune
- Charles de Varisque, chevalier des ordres de NostreDame du Mont-Carmel et de Saint-Lazare, seigneur de Blumeret et Hambersin en partie, et de Chermement, demeure à Héromagny (? 1689 ?)
- Mgr Gustave Mutel (1854-1933) vicaire apostolique de Corée, M.E.P.

## Voir aussi

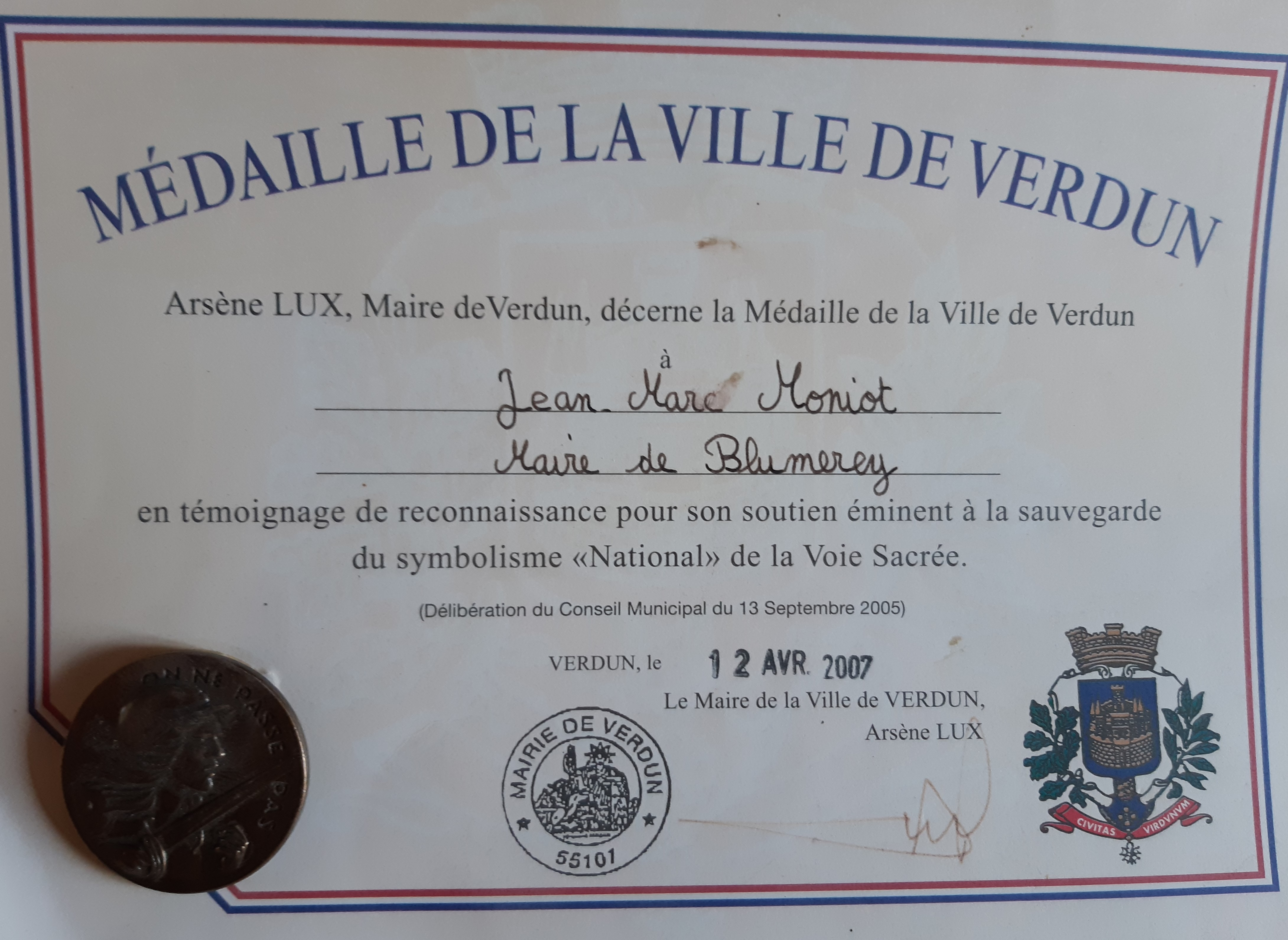